# جنگل‌های پربرگ اروپای غربی
جنگل‌های پربرگ اروپای غربی (به فرانسوی: Forêts de feuillus d'Europe occidentale) یک منطقهٔ مسکونی و جنگل در فرانسه است.